# Otto Forst de Battaglia
Otto Forst de Battaglia (ur. 21 marca 1889 w Wiedniu, zm. 2 maja 1965 tamże) – austriacki historyk, historyk literatury, krytyk literacki, eseista i tłumacz, promotor polskiej kultury. 

## Życiorys
Jego ojcem był Jacob Frost, kupiec polski pochodzenia żydowskiego, pochodzący z rodziny przemysłowców galicyjskich, który przeniósł się pod koniec lat 50. XIX wieku z Przemyśla do Wiednia. Natomiast matka, Rosamarie Charmatz, wywodziła się z węgierskiej rodziny żydowskich finansistów, związanych z dworem książąt Esterházych. W Wiedniu ukończył słynne benedyktyńskie Schottengymnasium, gdzie przyjaźnił się z Oskarem Haleckim. Studiował prawo na uniwersytecie wiedeńskim. Autor biografii Jana III Sobieskiego i Stanisława Augusta Poniatowskiego.
W początkach 1938 roku, z uwagi na Anschluss Austrii, schronił się w Szwajcarii. Oddał się do dyspozycji ambasady Rzeczypospolitej Polskiej w Bernie, w której przez przeszło siedem lat (1940–1947) pełnił funkcję pełnomocnika Polski do spraw stosunków kulturalnych z Republiką Helwecką. Po wycofaniu przez Szwajcarię uznania dla rządu RP na uchodźstwie nie zrezygnował z pracy i opowiedział się za Tymczasowym Rządem Jedności Narodowej. 
Po roku 1948, jak w okresie międzywojennym, objął Katedrę Historii i Literatury Polskiej oraz Genealogii na Uniwersytecie Wiedeńskim.

## Księgozbiór
Część księgozbioru Biblioteki Stacji Naukowej w Wiedniu Polskiej Akademii Nauk stanowi zbiór poloników pochodzących z biblioteki Ottona Forst-Battaglii. Kolekcja ta jest darem rodziny historyka i stanowi depozyt Zakładu Narodowego im. Ossolińskich we Wrocławiu. Zawiera on pozycje dotyczące historii Polski i Galicji oraz dawne wydania polskiej literatury pięknej, głównie z drugiej połowy XIX w. i pierwszej połowy XX w. Wśród starych druków jest Kronika to jest Histhorya świata […] Marcina Bielskiego wydana w Krakowie w 1597.
Otto Forst de Battaglia, nazywany często „polskim Erazmem”, całe życie poświęcił propagowaniu historii i literatury polskiej.

## Wybrane publikacje
- Genealogie, Leipzig: B. G. Teubner 1913.
- Vom Herrenstande. Rechts- und Ständegeschichtliche Untersuchungen als Ergänzung zu den Genealogischen Tabellen zur Geschichte des Mittellters, t. 1-2, Leipzig: H. A. L. Degener 1915-1916.
- Die französische Literatur der Gegenwart 1870/1924, Wiesbaden: im Dioskuren Verlag 1925.
- Stanisław August Poniatowski und der Ausgang des alten Polenstaates, Berlin: P. Franke 1927.
- Poniatowski, Milano: Edizioni „Corbaccio” 1930.
- Der Kampf mit dem Drachen. Zehn Kapitel der Gegenwart des deutschen Schrifttums und von der Krise des deutschen Geisteslebens, Berlin: Verl. für Zeitkritik 1931.
- Das Geheimnis des Blutes, Wien - Leipzig: Reinhold 1932.
- Johann Sobieski, Poznań: Verl. des Nationalen Institutes für Katholische Aktion in Polen 1933.
- Aus dem Artikel „Das katholische Schrifttum Polens”, 1934.
- Das katholische Schrifttum Polens, Freiburg im Breisgau: Herder 1934.
- Jan Sobieski, König von Polen, Einsiedeln - Zürich: Verlaganstalt Benziger et Co. 1946.
- Polen gestern und heute, 1954.
- Zwischeneuropa. Von der Ostsee bis zur Adria, t. 1 : Polen, Tschechoslowakei, Ungarn, Frankfurt: Verlag der Frankfurter Hefte 1954.

## Wybrane publikacje w języku polskim
- Przyczynki do najdawniejszej genealogii Potockich herbu Pilawa, „Miesięcznik Heraldyczny” (1911), z. 4.
- Przyczynek do najdawniejszej genealogii Mohyłów, Lwów 1912 (Odbitka z „Miesięcznika Heraldycznego” 4 (1911)).
- Wywód przodków Marii Leszczyńskiej, „Roczniki Towarzystwa Heraldycznego we Lwowie” (1913), z. 1.
- Maria Teresa i pierwszy rozbiór Polski, „Kwartalnik Historyczny” 40 (1926).
- Oblicze dyktatury, „Przegląd Współczesny” (1929), nr 92, s. 377-402.
- Współczesna proza niemiecka, przekład Edyty Gałuszkowej, Kraków 1933.
- (współautor: Edward Porębowicz), Literatura francuska [w:] Wielka Literatura Powszechna, t. 2 cz. 1, Warszawa: Trzaska, Evert i Michalski 1933, s. 274-682.
- Brązowanie Marysieńki, „Przegląd Powszechny” t. 217 (1938).
- Jan Sobieski, król Polski, przeł. Krystyna Szyszkowska, oprac. i wstępem poprzedził Zbigniew Wójcik, Warszawa: Państwowy Instytut Wydawniczy 1983.
- Drogi i kochany panie! Listy pisarzy polskich do Ottona Forst de Battaglii, oprac. i do druku podał Marek Zybura, Wrocław: Wydawnictwo Gajt 2010, ISBN 978-83-88178-90-0